# Fylkesväg 177
Fylkesväg 177 (norska: Fylkesvei 177) är en primär fylkesväg i Akershus fylke i sydöstra Norge som går mellan tätorten Årnes i Nes kommun och tätorten Minnesund i Eidsvolls kommun. Vägen är 38,6 kilometer lång och asfalterad. Den passerar bland annat genom tätorterna Vormsund, Kampå, Eidsvoll och Langset.

## Anslutningar
Fylkesväg 177 ansluter till:
- Fylkesväg 175 (vid Årnes)
- Fylkesväg 173 (vid Rotnes)
- Europaväg 16 (vid Vormsund)
- Fylkesväg 179 (vid Kampå)
- Fylkesväg 181 (vid Eidsvoll)
- Fylkesväg 33 (vid Minnesund)
- Europaväg 6 (indirekt via fylkesväg 33)

## Bilder

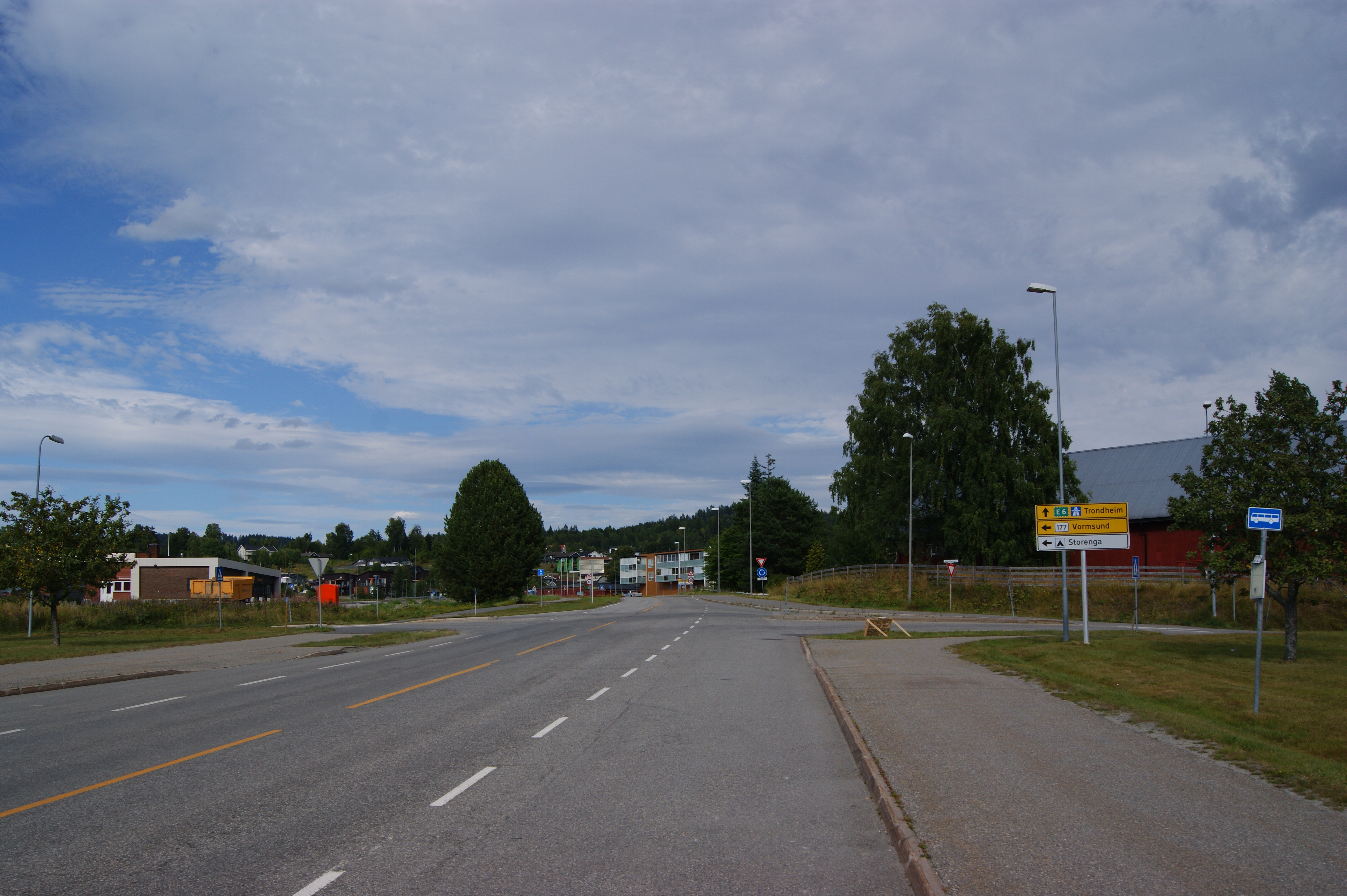
Fylkesväg 177 vid Langset.
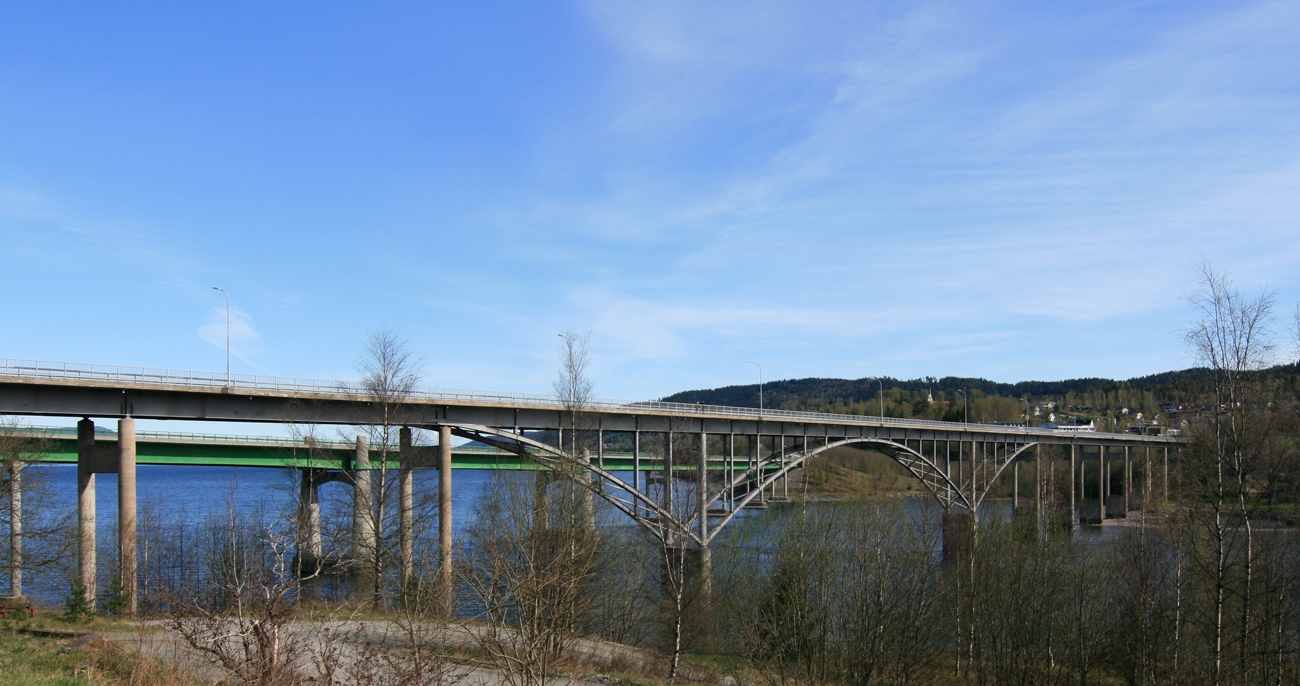
Fylkesväg 177 vid Gamla Minnesundsbron.